# Puningalaid
Puningalaid (též Puninga laid, Puninga saar, Puningu saar) je jeden z estonských ostrovů v Baltském moři.
Puningalaid leží při jihovýchodním pobřeží ostrova Saaremaa, přibližně jeden kilometr jihovýchodně od vesnice Turja. Územně patří k obci Saaremaa.
Zeměpisné souřadnice ostrova jsou 58° 19' 29" severní šířky a 22° 56' 50" východní délky.